# Scissor Seven
Scissor Seven (ou « Killer Seven »), connue en Chine sous le nom Cike Wuliuqi (chinois simplifié : 刺客伍六七 ; pinyin : Cìkè Wuliùqi ; litt. « L'Assassin Wuliuqi »), est une série d'animation chinoise pour adultes scénarisée et dirigée par He Xiaofeng. On y suit l'histoire de Sept (Wuliuqi), un jeune coiffeur amnésique qui va se reconvertir en assassin armé de ciseaux pour tenter de retrouver la mémoire. Génie du déguisement, il propose ses services « bon marché » aux citoyens de l'Île Poulet ; néanmoins, il est tout simplement incapable de faire du mal à ses cibles, ce qui rend ses missions plus que compliquées. Sa quête de vérité finira par le plonger au cœur d'une sévère lutte de pouvoir.

## Personnages

### Personnages principaux
Sept (chinois simplifié : 伍六七 ; pinyin : Wŭliùqī)
(VO : He Xiaofeng ; VF : Max Boublil)
Protagoniste de l'histoire, ce personnage loufoque est caractérisé par des yeux lourdement cernés, des cheveux noirs attachés en palmier rappelant vaguement la crête d'un poulet (on apprendra par la suite que Dai Bo a choisi cette coupe en l'honneur de Da Fei) et portant un sweat à capuche blanc marqué du sinogramme sept (七), ainsi qu'un short et des chaussures Zhèngzhí noirs. Poussé par Dai Bo, il devient un assassin, (dissimulé par le métier de coiffeur chez Dai Bo Coiffure), pour rembourser les dettes envers le vétérinaire de l'île. Il est classé 17 369ème au classement annuel des assassins. Il a la capacité de contrôler les ciseaux par le qi. Grâce aux œufs de Dai Bo, il peut aussi se métamorphoser. Son véritable nom reste inconnu, on ne sait rien de son passé si ce n'est qu'il est l'un des sept tueurs de l'ombre du royaume de Xuanwu, ayant pour nom de code Sept. Vers l'âge de 15 ans, il rejoint les tueurs de l'ombre où il devient le meilleur du monde.
Dai Bo (chinois simplifié : 鸡大保 ; pinyin : Jī Dàbǎo)
(VO : Jiang Guangtao ; VF : Gérard Surugue)
Propriétaire d'un salon de coiffure (Dai Bo Coiffure), il a un certain attrait pour l'argent. À l'origine, il était un poulet bleu destiné à être mangé. Après que son ami Da Fei est mort dans un combat, il vainc le Roi-Faisan et gagne ainsi sa liberté, tout en élevant Xiao Fei. Ils partirent ensuite sur l'île poulet et trouva Sept, qui était dans le coma au bord de la mer. Grace à un vétérinaire prodigieux, ils réussissent à le soigner, au prix d'une lourde dette pour Dai bo. Il incitera Sept à devenir un assassin pour son remboursement.
Xiao Fei (chinois simplifié : 鸡小飞 ; pinyin : Jī Xiǎofēi)
(VO : Zhao Han ; VF : Stanislas Forlani)
Mi-poulet, mi-pigeon, ce qui lui permet de voler. Il a perdu ses parents dans son ancien élevage, où il était en captivité. Habituellement utilisé comme outil d'évasion pour Sept, il peut se transformer en homme body-builder en cas d'urgence ou de combat. Dans l'épisode 2 de la saison 3, Xiao Fei se transforme en "Bouchon Poulet" pour protéger Sept de l'attaque musicale de Miaou Cai.
Treize / Fleur de prunier (chinois simplifié : 梅花十三 ; pinyin : Méihuā Shísān)
(VO : Duan Yixuan ; VF : Marie-Eugénie Maréchal)
Femme assassin du royaume Xuanwu, elle est actuellement classée 37e au rang des assassins. Elle est la disciple de Qingfeng et la sœur d'Onze Fleur de prunier. Elle tombera amoureuse de Sept et abandonnera son maître pour le sauver.

### Résidents de l'Île Poulet
Max Wouf (chinois simplifié : 汪疯 ; pinyin : Wāng Fēng)
(VO : Zhao Chencheng ; VF : Gilles Morvan)
Leader du clan des chiens et incroyable guitariste. Après avoir appris que les chats et les chiens ne pouvaient pas se reproduire, il quitte son amour Miaou. Lors d'un combat, il peut se transformer en rockeur et utilise sa guitare pour générer des ondes sonores.
Miaou (chinois simplifié : 猫小咪 ; pinyin : Māo Xiǎomī)
(VO : Jiang Huiqin ; VF : Olivia Luccioni)
Leader du clan des chats, elle aime Max Wouf. Pour se battre elle utilise de longues griffes rétractables et possède une armée de chats a sa disposition.
Cola (chinois simplifié : 可乐 ; pinyin : Kělè)
(VO : Zhu Rongrong ; VF : Lou Howard)
Jeune fille optimiste avec pour seule compétence de rendre le corps du sexe opposé immobile par contact physique. Souffrant d'un cancer, elle a engagé Sept pour s'assassiner mais finit par renoncer. Par la suite, il est révélé que Cola est le fruit d'un expérience scientifique ratée du royaume du Stan. Elle porte le numéro 303.
Présidente Jiang (chinois simplifié : 江主任 ; pinyin : Jiāng zhǔrèn)
(VO : Liu Xiaoqian ; VF : Juliette Degenne puis Clotilde Verry)
Présidente de l'Association de Pureté de l'Île Poulet, elle est en réalité l'héritière d'origine de l'école Tianlian. Elle fut radiée pour être tombée amoureuse de celui qui deviendra Sourire Sanglant.
Oncle Chen (chinois simplifié : 陈伯 ; pinyin : Chén bó)
(VO : Hou Junjie ; VF : Gilbert Lévy)
Il est le dernier garde-côte de l'Île Poulet. Son but est de protéger l'île malgré son manque de moyen conséquent.
He DaChun (chinois simplifié : 何大春 ; pinyin : Hé dàchūn)
(VO : Ban Ma ; VF : Grégory Laisné)
Il est garde du corps à temps partiel et se situe à la 1736e place dans la liste des gardes du corps. Diplômé de l'école de formation technique des gardes du corps où il a étudié le Qigong, il est également policier à la brigade de la rue Changgang. Il est originaire de l'île des Muscles.
Vétérinaire (chinois simplifié : 兽医 ; pinyin : Shòu yī)
Il a sauvé Sept mais aussi Xiao Fei et Dai Bo. D'une carrure imposante et arborant un visage sympathique, on apprend durant la saison 3 qu'il manigance quelque chose...
Le collectionneur de culottes (chinois simplifié : 内裤的收藏家 ; pinyin : nèi kù de shōu cáng jiā)
Épris d'une passion atypique, il reste un collectionneur au grand cœur.
La mamie dominatrice(chinois simplifié : 专横的奶奶 ; pinyin : zhuān hèng de nǎi nai)
Arnaqueuse et de nature violente, elle vit avec son fils et son petit-fils. Elle fera tout pour protéger sa famille.

### Royaume du Stan
Prince du Stan (chinois simplifié : 斯特国王子 ; pinyin : Sītèguó wángzǐ)
(VO : Wen Sen ; VF : Romain Altché)
Il est le prince du royaume de Stan. Très intelligent, froid et calculateur, il se bat grâce a son équipement technologique de pointe (bras bionique, canon laser...). On le voit souvent en caleçon.
Roi-Faisan (chinois simplifié : 山鸡王 ; pinyin : Shānjī wáng)
(VF : Benoît Du Pac)
Élevé comme faisan de combat, il tue Da Fei (le père de Xiao Fei) dans un duel a mort, mais perd face à Dai Bo. Après sa défaite, il est capturé par le royaume de Stan pour en faire un cobaye. Il résiste à la mort et devient soldat pour se venger de Dai Bo.

### Royaume de Xuanwu

#### Assassins
Onze (chinois simplifié : 梅花十一 ; pinyin : Méihuā shíyī)
(VF : Karl-Line Heller)
Elle est l'une des grandes sœurs de Treize.
Zhangmen (chinois simplifié : 张门 ; pinyin : Zhāng mén)
Il est blasé et tout le temps détendu, même pendant des situations délicates. Ces vêtements lui donnent l'apparence d'un personnage sans importance. Durant la saison 2, on apprend qu'il a un statut élevé à Xuanwu. Plus tard, dans la saison 3, il arrivera à bloquer les attaques d'un Stanien.
Sorcier Aveugle (chinois simplifié : 盲人巫师 ; pinyin : máng rén wū shī)
Il est aveugle mais il peut lire l'avenir (une petite partie). Grâce à  son pouvoir, il peut voir les désastres qui vont se produire et donc il fait de son mieux pour les empêcher. Ses armes sont des boules rouges, qu'il peut manipuler à sa guise en les bougeant à une vitesse phénoménale. Il peut agrandir ces boules (pour en faire des sortes de météorites) et peut créer un champ de force.
Fa le Roi des Parieurs (chinois simplifié : 法是博彩玩家之王 ; pinyin : fǎ shì bó cǎi wán jiā zhī wáng)
Il est 3346e au classement des assassins, il a une tenue de magicien. On ne connaît absolument rien de lui, seulement qu'il est bon aux jeux de pari.
Shou Boulette de Bœuf (chinois simplifié : 寿牛肉饺子 ; pinyin : shòu niú ròu jiǎo zi)
Il est 2999e au classement des assassins. C'est un taureau bleu avec une silhouette d'homme. Il s'est reconverti en vendeur de boulettes de « bœuf » pour ne pas qu'on le reconnaisse.
Assassin Normal (chinois simplifié : 普通刺客 ; pinyin : pǔ tōng cì kè)
Il est 11279e au classement des assassins. Il porte une tenue de ninja et porte un sabre. Comme son nom l'indique, il est un assassin ordinaire. Lui en faire la remarque peut le faire déprimer.
Yoyo (chinois simplifié : 溜溜球 ; pinyin : liū liū qiú)
Il est 1173e au classement des assassins, il porte une tenue noire. Il ulilise son "Yoyo" comme arme.
Dragon Bambou (chinois simplifié : 竹龙 ; pinyin : zhú lóng)
Il est 214e au classement des assassins. Ayant des cheveux violets et un masque, il est aussi en possession d'armes en forme de dragon accroché à ses deux poignets. Grace à ces armes, il peut envoyer des boules d'acide. Durant la saison 3, il se fait battre par Sept.
Poing Destructeur (chinois simplifié : 毁灭性拳头 ; pinyin : huǐ miè xìng quán tou)
Il a deux traits noirs sur son visage. On le voit rapidement durant la saison 3.
Lee Zard (chinois simplifié : 李·扎尔德 ; pinyin : lǐ · zhā ěr dé)
Il est 7888e au classement des assassins. Caméléon qui peut se rendre invisible. Il a essayé de tuer Sept en le bâillonnant, mais sans succès. Durant la saison 3, on apprend que Sept lui a confié la responsabilité de Cola.

#### Tueurs de l'Ombre
Phoenix vert (chinois simplifié : 青凤 ; pinyin : Qīng Fèng)
(VO : Jiang Guangtao ; VF : Paul Borne)
Il est l'un des sept tueurs de l'Ombre. Maître de Treize, il reste très mystérieux. Il a ”tué“ Sourire Sanglant (qui guérira de ses blessures).
Sourire Sanglant (chinois simplifié : 赤牙 ; pinyin : Chì Yá)
(VO : Baomu Zhongyang)
Il est l'un des sept tueurs de l'Ombre, à l'origine un disciple de Tianlian, mais banni parce qu'il a pactisé avec le Démon du Sang. Sourire Sanglant a été tué par Qingfeng, mais reviendra, vivant, à la saison 4.
Manjusaka  (chinois : 曼珠沙华 ; pinyin : Mànzhū shā huá)
(VF : Pauline Moingeon-Vallès)
Sous son air démoniaque et hypocrite, elle a comme seule arme une sorte de fléchette empoisonnée en forme de fleur. Elle est en couple avec Corbeau. On apprendra qu'elle a tué la bien-aimée de Sept par jalousie.
Corbeau (chinois : 掠夺 ; pinyin : Lüèduó)
(VF : Jean-Rémi Tichit)
Sous son air mystérieux et son bandage sur ses yeux, il adore torturer ces victimes avec son fouet d'épine. Il fut un temps où lui et la Colombe étaient les chefs de la Patrouille volante. Aujourd'hui, il ne reste plus que la Colombe en tant que cheffe.
Shimen (chinois : 石门 ; pinyin : Shímén)
Imposant, il porte un masque où sont accrochées deux cordes blanches. Il porte des gants en métal. Son statut d'assassin de l'ombre vient essentiellement de sa force surhumaine. Durant l'épisode 10 de la saison 3, on le voit mettre à terre Sept en un coup de poing.

### Autres personnages
Capitaine Jack (chinois simplifié : 杰克船长 ; pinyin : Jiékè chuánzhǎng)
(VO : Yuan Congyu ; VF : Alexis Victor)
Chef d'un groupe de pirates, il prétend être un "noble". Il porte une cicatrice sur son torse, qui nous renvoie à son revers face à Sept. Deux “assistants” l'aident généralement à se protéger (grâce à leur Bouclier de l'amour).
Da Fei (chinois simplifié : 鸡大飞 ; pinyin : Jī Dàfēi)
(VO : Chen Hao ; VF : Constantin Pappas)
Père de Xiao Fei, il est un poulet bleu commun et meilleur ami de Dai Bo. Il tente de devenir un poulet combattant afin que, par la suite, Xiao Fei le devienne aussi. Il meurt au combat face au Roi-Faisan.
Super Pouce (chinois simplifié : 欧阳瓒 ; pinyin : Ōuyáng zàn)
(VF : Victor Niverd)
Il est membre de la tribu du Pouce. Comme Treize, il a une longue tresse. Son maître a été tué par Sept quand il était le meilleur assassin du monde.
Coach Chen (chinois simplifié : 陈教练 ; pinyin : chén jiào liàn)
Habitant sur l'île "Les muscles", il est admiré par tous les habitants de cette île. Durant la saison 3, Sept l'affronte en duel et gagne.
Le mystérieux Pingan (chinois simplifié : 神秘的平安 ; pinyin : shén mì de píng ān)
C'est un enfant avec des cheveux verts et une frange. Il habite au pays des supers pouvoirs, il est membre de la secte psionique. Il peut délacer et transformer n'importe quel objet par la pensée.
Yongkang (chinois simplifié : 永康 ; pinyin : yǒng kāng)
C'est un enfant assez maigre et grand. Il habite au pays des supers pouvoirs, il est membre de la secte intensifiée. Il a la capacité d'agrandir n'importe quelle partie de son corps.
Char Siu (chinois simplifié : 萧霞 ; pinyin : xiāo xiá)
C'est un enfant métisse avec des cheveux noirs et bouclés. Habitant au pays des supers pouvoirs, il est membre de la secte naturelle. Il peut envoyer des boules de feu de ses mains à distance moyenne.

## Liste des épisodes
- Saison 1 : 10 épisodes
- Saison 2 : 10 épisodes
- Saison 3 : 10 épisodes
- Saison 4 : 10 épisodes

## Prix et classement
En 2018, la série est sélectionnée au Festival international du film d'animation d'Annecy, elle est la première production chinoise à être nommée au rang de série TV. Ce qui a permis à "Killer Seven" de se faire connaître par le public occidental, attirant ainsi l'attention de Netflix, qui en change le titre de la série en "Scissor Seven".